# Ferdinand III. (HRR)

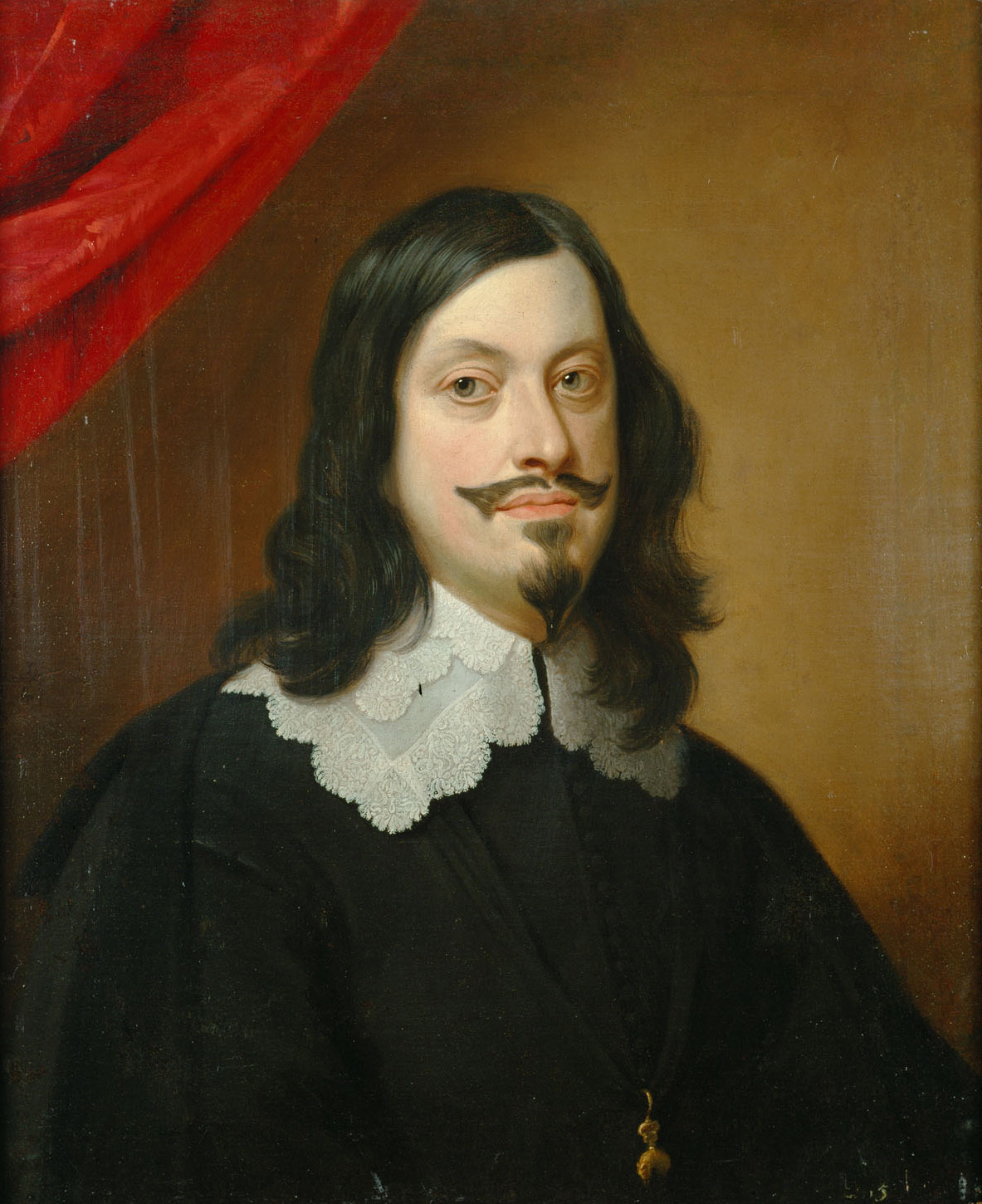
Ferdinand III., Ölgemälde von Jan van den Hoecke, 1643.
Ferdinands Unterschrift:

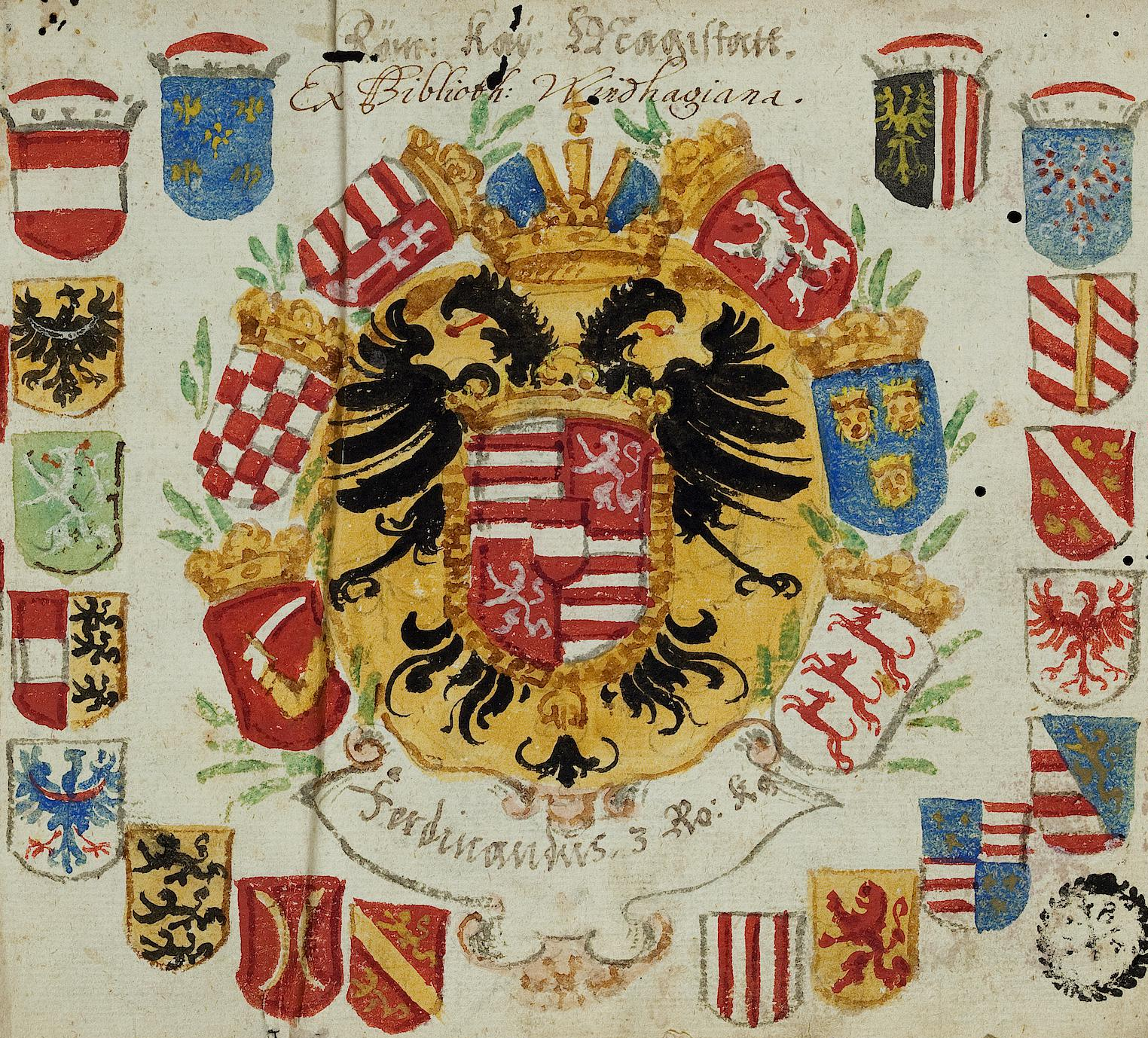
Das Wappen des Kaisers Ferdinand III. im Kolorierten Wappenbuch der Bibliotheca Windhagiana (um 1650).

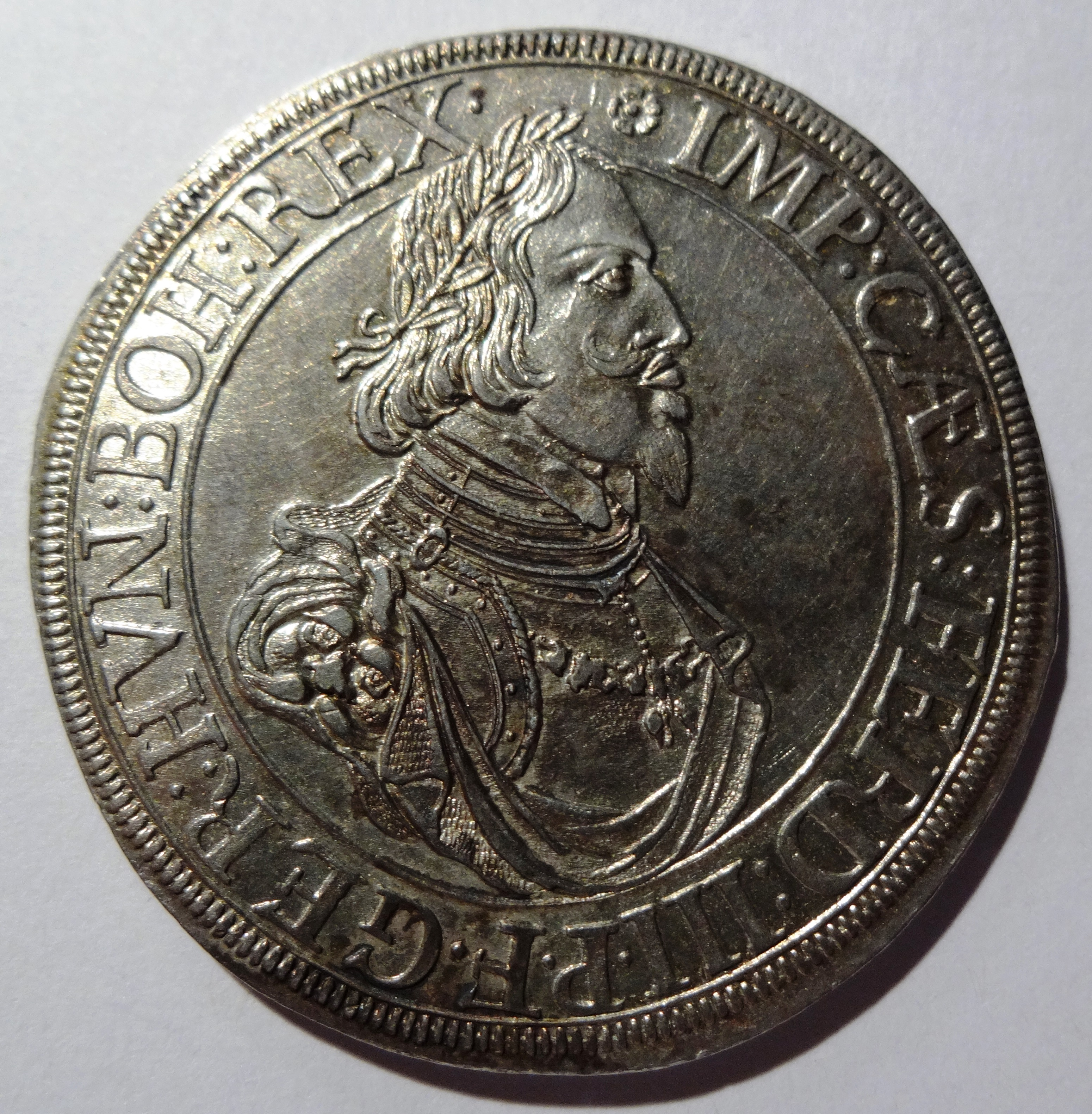
Ferdinand III. auf einem Augsburger Taler von 1643

Ferdinand III. (* 13. Juli 1608 in Graz; † 2. April 1657 in Wien), geboren als Ferdinand Ernst, Erzherzog von Österreich aus dem Hause Habsburg, war vom 15. Februar 1637 bis zu seinem Tode 1657 römisch-deutscher Kaiser, zudem bereits seit 1625 bzw. 1627 König von Ungarn, Kroatien und Böhmen.
Ferdinand III. trat während des Dreißigjährigen Krieges die Herrschaft als Kaiser an und war bereits seit dem 2. Mai 1634 Oberbefehlshaber des Heeres.
In seine Regierungszeit fällt der Niedergang des unter seinem Vater gesteigerten kaiserlichen Machtanspruchs. Er wollte den Krieg früh beenden, sah sich aber nach militärischen Niederlagen und vor dem Hintergrund nachlassender Macht gezwungen, in vielen Punkten auf bisherige Positionen der Habsburger zu verzichten. Er gab damit den lang verzögerten Weg zum Westfälischen Frieden frei, obwohl die kaiserliche Macht nach dem Friedensschluss schwächer war als vor dem Krieg. In Böhmen, Ungarn und den österreichischen Erblanden war die Stellung von Ferdinand als Landesherr allerdings stärker als zuvor.
Ferdinand war der erste Herrscher aus dem Hause Habsburg, der auch als Komponist hervortrat.

## Leben

### Kindheit und Jugend
Ferdinand III. war der Sohn Ferdinands II. und Maria Annas von Bayern. Er wuchs unter liebevoller Zuwendung der Eltern in Kärnten auf. Er selbst entwickelte große Zuwendung für seine Geschwister und seinen Vater, mit dem er bei späteren Meinungsverschiedenheiten immer zu einem Ausgleich kam.
Am Hof seines Vaters erhielt er durch Jesuiten seine religiöse und wissenschaftliche Ausbildung. Viel Einfluss auf die Erziehung des Erzherzogs übten auch die Malteserritter Johann Jacob von Dhaun und Christoph Simon von Thun aus. Letzterer unterwies ihn in militärischen Dingen. Ferdinand soll sieben Sprachen, neben Deutsch und Latein auch Italienisch, Spanisch, Französisch, Tschechisch und Ungarisch, gesprochen haben. Neuere Autoren sind da etwas vorsichtiger; gesichert ist jedoch, dass er ausgezeichnet Italienisch sprach; dasselbe gilt vermutlich für Latein und Spanisch. Wie groß seine ungarischen und tschechischen Kenntnisse waren, ist unklar. Nach dem Tod seiner Brüder Karl (1603) und Johann Karl (1619) wurde er zum Nachfolger seines Vaters bestimmt und systematisch auf die Übernahme der Herrschaft vorbereitet. Er war wie sein Vater ein frommer Katholik. Eine gewisse Abneigung hegte er gegenüber dem Einfluss der Jesuiten, die den Hof seines Vaters beherrscht hatten.
Am 8. Dezember 1625 wurde er zum König von Ungarn, am 27. November 1627 zum König von Böhmen gekrönt. Die Wahl zum römischen König konnte sein Vater auf dem Regensburger Kurfürstentag von 1630 nicht durchsetzen. Nachdem er sich vergeblich um den Oberbefehl des kaiserlichen Heeres und die Teilnahme an Feldzügen bei Wallenstein beworben hatte, schloss er sich am kaiserlichen Hof in Wien den Gegnern Wallensteins an und wirkte seitdem an den Absprachen zu dessen zweiter Absetzung am Jahresanfang 1634 mit.
Im Jahr 1631 heiratete er nach jahrelangen Verhandlungen mit den spanischen Verwandten die spanische Infantin, seine Cousine Maria Anna von Spanien. Obwohl mitten im Krieg, wurde diese aufwändige Hochzeit über einen Zeitraum von vierzehn Monaten gefeiert. Aus der Ehe gingen sechs Kinder hervor, darunter der ursprünglich als Nachfolger vorgesehene Ferdinand IV. und der spätere Kaiser Leopold I. Seine um zwei Jahre ältere, liebevolle und intelligente Frau und auch deren Bruder, der spanische Kardinalinfant Ferdinand von Spanien hatten großen Einfluss auf Ferdinand III. und bildeten in der für Habsburg schwierigen Zeit des Dreißigjährigen Krieges nach dem Tod von Wallenstein das wichtigste Bindeglied zwischen den Höfen der Habsburger in Madrid, Brüssel und Wien.

### Oberbefehlshaber

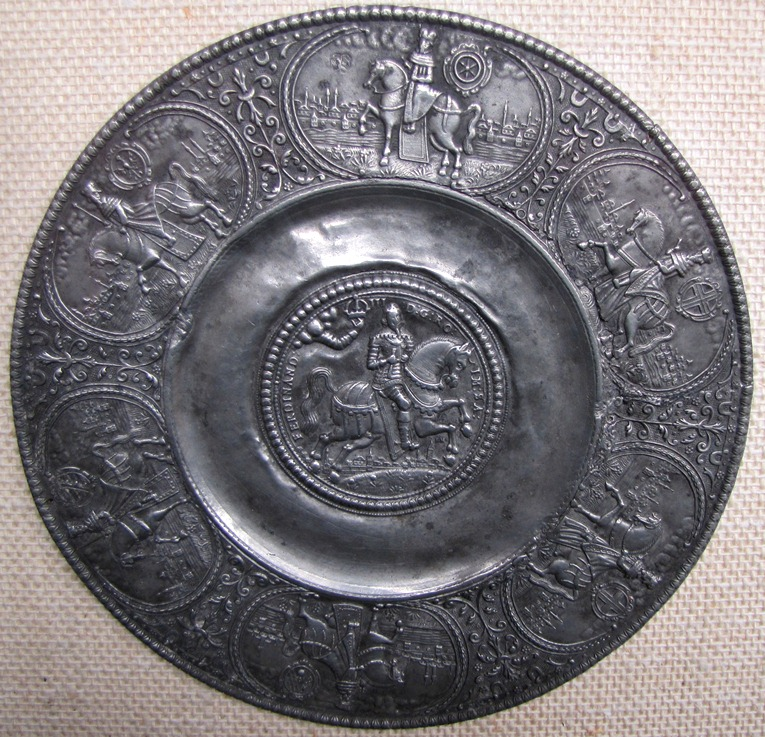
Kurfürstenteller auf die Kaiserwahl Ferdinands III., 1637 (HGM)

Zusammentreffen von Ferdinand (noch als König von Ungarn) mit dem Kardinalinfanten Ferdinand von Spanien in der Schlacht von Nördlingen (Gemälde von Peter Paul Rubens 1634/35)

Nach dem Tod Wallensteins wurde Ferdinand III. am 2. Mai 1634 Oberbefehlshaber, unterstützt von den Generälen Gallas und Piccolomini, dem militärischen Ratgeber Johann Kaspar von Stadion und dem politischen Berater Obersthofmeister Graf Maximilian von und zu Trauttmansdorff. Seine ersten großen militärischen Erfolge erreichte Ferdinand im Juli 1634 durch die Rückeroberung der seit November 1633 von den Schweden besetzten Stadt Regensburg, gefolgt im August 1634 durch die Eroberung Donauwörths. Die Erfolge wurden im September 1634 gekrönt durch den gemeinsam mit dem spanischen Heer des Kardinalinfanten Ferdinand von Spanien errungenen Sieg in der Schlacht bei Nördlingen. Mit diesem Sieg wurden zwei schwedische Heere vernichtet und die Schweden aus Süddeutschland vertrieben. Ferdinand gewann an politischem Einfluss, auch wenn seine persönlichen Beiträge zu den militärischen Erfolgen in Regensburg und Nördlingen begrenzt waren und eher seinem im Hintergrund wirkenden Generalleutnant Gallas zukamen. Sein Einfluss am Hof in Wien verstärkte sich noch nach dem Sturz des bis dahin sehr einflussreichen Ministers Hans Ulrich von Eggenberg. Zunächst behielt er den Oberbefehl über die Kriegsführung, übergab ihn aber später zweimal (September 1639 bis Februar 1643, und Mai 1645 bis Dezember 1646) an seinen vielseitig begabten Bruder, Erzherzog Leopold Wilhelm. Dieser war allerdings aufgrund mangelnder militärischer Ausbildung auf die Beratung durch erfahrene Offiziere wie Piccolomini angewiesen und gab sein Amt jeweils trotz anfänglicher Erfolge nach unglücklichen Niederlagen wieder auf. Ferdinand beschäftigte sich auch nach der Abgabe des Oberbefehls weiterhin theoretisch mit Militärfragen, später widmete ihm Raimondo Montecuccoli eines seiner Werke.
1635 wirkte Ferdinand als kaiserlicher Kommissar an den Schlussverhandlungen zum Prager Frieden mit und versuchte dabei, die Kurfürsten für die Zeit nach dem Friedensschluss zu einer gemeinsamen Kriegsführung zu bewegen. Auch bemühte er sich, die noch widerstrebenden protestantischen Stände zu überzeugen, dem geplanten Friedensvertrag beizutreten. Anfangs knüpfte seine Friedensstrategie noch an die Politik des Vaters an. Zunächst galt es, im Abschluss des Prager Friedens den Ausgleich mit dem bisherigen Gegner, dem protestantischen Kurfürstentum Sachsen zu suchen und die Einigkeit zwischen allen Teilen des Reiches und dem Kaiser wiederherzustellen. Außerdem sollte durch Kooperationen mit einem spanischen Heer unter Befehl seines Cousins, dem Kardinalinfanten Ferdinand von Spanien und mit dem bayerischen Liga-Heer unter Befehl seines Onkels Kurfürst Maximilian die militärische Überlegenheit hergestellt werden. Durch die Kriegserklärung Frankreichs an Spanien im Mai 1635 trat der Krieg in eine neue Phase, in dem die Habsburger unmittelbar gegen Frankreich Krieg führen mussten, das bisher ihre Gegner nur finanziell unterstützt hatte. Die schwierige Koordination mit Sachsen, Bayern und Spanien führte jedoch nicht dazu, Frankreich und Schweden vom Reichsgebiet zu vertreiben, sondern eher zum Niedergang der Habsburger.

#### Der Frankreichfeldzug scheitert
Der militärische Niedergang begann mit dem Scheitern des Angriffs auf Paris 1636, den Ferdinand mit seinem Cousin, dem spanischen Kardinalinfanten Ferdinand vorgeplant hatte. Von Norden her sollte Paris aus den spanischen Niederlanden mit einem spanischen Heer angegriffen werden, unterstützt von kaiserlichen und bayerischen Truppen unter Piccolomini und Johann von Werth. Von Süden her sollte der zum Vorhaben skeptisch eingestellte Generalleutnant Matthias Gallas, der bereits 1635 mit einem kaiserlichen Heer in Lothringen Fuß gefasst hatte, von Burgund aus nach Norden vordringen. Der Angriff von Süden scheiterte schon bevor er begann am im Weg stehenden Heer Bernhard von Sachsen-Weimars, dem sich Gallas nicht überlegen fühlte und einen Angriff ablehnte, später scheiterte auch der Versuch zu einem Feldzug „zur linken Hand“ in eine alternative Richtung am Widerstand der französisch verteidigten Stadt Saint-Jean-de-Losne Anfang November 1636. Im Norden hatten die mit der Eroberung der französischen Grenzfestung Corbie erzielten Anfangserfolge keinen Bestand. Die von der bayerischen Kavallerie unter Johann von Werth geführten spektakulären Vorstöße auf Paris verschafftem dem Reitergeneral Werth zwar Ruhm, waren aber politisch eher kontraproduktiv. Die Vorstöße verbreiteten zwar Schrecken, führten aber zur Solidarisierung und Versöhnung der Bevölkerung mit König Ludwig XIII. und mit Richelieu. Am Ende kam es zur Bildung eines französischen Volksheeres, das die an die Spanier verlorene Grenzfestung Corbie Mitte November 1636 wieder zurückeroberte.
Damit war das Vorhaben eines Angriffs auf Paris insgesamt gescheitert, nicht zuletzt an Mängeln der Kommunikation. Die spanischen Habsburger als Finanziers des gescheiterten Feldzugs hatten Ferdinand ihr Misstrauen gegenüber den Wünschen der kaiserlichen Militärs immer wieder spüren lassen. Beiden Seiten fehlten aber auch die Einsichten und militärischen Erfahrungen, die z. B. Generalleutnant Gallas hatte. Zwar hatte Gallas den Ruf eines immer skeptischen Zögerers bei Feldzügen außerhalb des Reiches. Ihm war aber bewusst: ein Feldzug gegen Frankreich trifft bei den Franzosen auf die durchgehende constantia der Franzosen wo es ihr Vaterland trifft. Auch die Erfahrungen, die Gallas mit der Versorgung seines Heers 1635 in Lothringen gemacht hatte, hatten ihm alle Schwierigkeiten zur Versorgung des Heeres in Frankreich mit Nahrung und Munition gezeigt. Er wusste, dass der Rhein ein nur schwer zu überwindendes Hindernis war.
Die Folgen des Feldzugs nach Frankreich zeigten sich auch im Reichsgebiet, wo in Brandenburg die Schweden unter Johan Banér die Abwesenheit von Truppen genutzt und eine neue Offensive begonnen hatten. In der Schlacht bei Wittstock war im September 1636 ein kaiserlich-sächsisches Heer so schwer geschlagen worden, dass auch diese Niederlage ein Grund dafür war, keinen neuen Feldzug in Frankreich zu unternehmen und die Truppen in das Reichsgebiet zurückzuziehen.

### Zeit als Herrscher

#### Beginn der Herrschaft im Zeichen des Krieges
Am 22. Dezember 1636 war Ferdinand auf dem Regensburger Kurfürstentag zum römisch-deutschen König gewählt worden. Nach dem Tod seines Vaters am 15. Februar 1637 trat er die Nachfolge als Kaiser an. Eine führende Rolle an seinem Hof spielte Maximilian von und zu Trauttmansdorff. Nach dessen Tod gewann der Obersthofmeister Johann Weikhard von Auersperg an Einfluss. Im Gegensatz zu seinem Vater hatte er keine geistlichen Ratgeber.
Als Ferdinand die Herrschaft übernahm, waren bereits große Teile Mitteleuropas durch den Dreißigjährigen Krieg verheert und die Bevölkerung war kriegsmüde. Ferdinand war nicht bestrebt, die Auseinandersetzungen fortzusetzen. Aber die Eigendynamik des Krieges, die politischen Umstände und sein zögerndes Handeln verhinderten ein rasches Kriegsende. Ziel des Prager Friedens war es gewesen, Frankreich und Schweden vom Boden des Reiches zu vertreiben. Anfangs ließ die militärische Lage diese Strategie realistisch erscheinen und so war Ferdinands Bereitschaft, Kompromisse etwa in der Religionsfrage einzugehen, gering.
Die ins Reich zurückgekehrten Truppen unter Gallas konnten dem sächsischen Verbündeten aushelfen und Banér mit einer Übermacht angreifen. Diesem gelang es aber in einer dramatischen Jagd zur Ostsee, sein Heer in die vom Land aus fast unangreifbaren schwedischen Stützpunkte in Pommern zu retten, obwohl Gallas vor Banér die Festung Landsberg an der pommerschen Grenze erreicht hatte und ihm dort den Weg versperrte. Mit einer List täuschte Banér jedoch das politisch höchst riskante Ausweichen seines Heeres über polnisches Gebiet vor, schickte letztlich aber nur seinen Train über diesen Weg und zog mit dem Heer nach Westen, wo er einen Übergang über die Oder fand und das sichere Stettin vor Gallas erreichte. Zwar gelang es Gallas, die schwedischen Truppen hinter der Peene einzuschließen, für einen Angriff auf deren Ostseestützpunkte wie Stralsund oder Greifswald brauchte es allerdings eine Flotte. Deshalb setzte man politisch auf eine Unterstützung durch die mittlerweile kaiserfreundlich eingestellten Dänen.
Das kaiserliche Heer war in Pommern und Mecklenburg aber nur schwer dauerhaft zu versorgen. Über den Winter mussten große Truppenteile entweder in die Erblande zurückgezogen werden oder in Niedersachsen Quartiere finden, da Brandenburg und Sachsen ihr Gebiet nach den Regelungen des Prager Friedens für ihre eigenen Truppen beanspruchten. Anfang 1638 gelang es, die Kavallerie des Reichsheeres größtenteils in Niedersachsen unterzubringen, wo diese jedoch nur sehr unwillig beherbergt wurde. Der dänische König Christian IV. hatte gegen eine finanzielle Entschädigung die Befreiung Holsteins von Einquartierungen erreicht, die man ihm als potentiellem Verbündeten kaum abschlagen konnte.

#### Der Krieg bedroht die Erblande
Im Laufe des Jahres 1638 scheiterte die Einschließung der schwedischen Truppen in Pommern an der weiterhin katastrophalen Versorgungslage des kaiserlichen Heeres und einer unzureichenden Unterstützung durch die Verbündeten Brandenburg und Sachsen, von denen ersteres militärisch zu schwach und letzteres strategisch mehr an einer monatelangen Blockade Erfurts interessiert war. Die Schweden wurden dagegen durch 14000 Mann frische Soldaten verstärkt, mit denen sie nach und nach feste Plätze in Vorpommern und Mecklenburg zurückgewannen. Als sich abzeichnete, dass der niedersächsische Reichskreis nicht noch einmal Winterquartiere zur Verfügung stellen wollte und Ferdinand seinem Befehlshaber Gallas ausdrücklich verbot, eigenmächtig in den Kreis einzurücken, musste der Rückzug der Truppen in die Erblande ins Auge gefasst werden. Im Dezember wurde Gallas schließlich die Erlaubnis zum Rückzug gegeben, der das Heer über den Winter größtenteils in Schlesien und Böhmen unterbringen sollte. Der schwedische General Banér hielt sich jedoch nicht damit auf, die von den Kaiserlichen geräumten Gebiete in Mecklenburg und der Altmark zu besetzen, in denen auch für seine Soldaten keine Nahrung zu finden war, sondern er suchte die Flucht nach vorn und zog durch die Lüneburger Heide geradewegs nach Sachsen, während Gallas’ ausgehungertes Heer ungeordnet nach Schlesien zurückging. Banér besiegte sächsische und kaiserliche Truppen bei Chemnitz und zog weiter nach Böhmen, womit er den Krieg unmittelbar in die habsburgischen Erblande brachte.
Der Mainzer Erzbischof Anselm Casimir hatte 1639 einen Kurfürstentag in Frankfurt angesetzt, um über die Hindernisse auf dem Weg zum Frieden zu diskutieren. Kaiser Ferdinand unterstützte den Vorstoß, trotz Bedenken, dass die Kurfürsten unabhängig von ihm das Reich nach außen vertreten könnten. Deshalb wollte er selbst Gesandte auf den Kurfürstentag schicken. Es entstand auch bereits die Idee, einen Reichstag einzuberufen, bei dem der Kaiser die Agenda kontrollieren konnte. Der Kurfürstentag, der anstelle von Frankfurt letztendlich in Nürnberg stattfand, begann schließlich im Februar 1640. Auf Vorschlag Kurbayerns wurden alle Reichsstände dazu eingeladen, was Ferdinand in Alarmstimmung versetzte, da damit im Grunde eine Ausweitung zu einem Reichstag verbunden war, ohne dass er als Kaiser die Leitung innehatte. Deshalb lud Ferdinand im Mai endgültig zu einem Reichstag nach Regensburg ein, der nach dem Umzug der Gesandten von Nürnberg aus im Juli 1640 eröffnet wurde. Hier diskutierten die Stände über mögliche Friedensregelungen. Dabei erwies es sich als problematisch, dass der Kaiser einige Fürsten, die früher auf der gegnerischen Seite gestanden hatten, sowie die protestantischen Administratoren verschiedener Hochstifte vom Reichstag ausgeschlossen hatte. Immerhin gelang es schließlich, alle Reichsstände mit Ausnahme der Kurpfalz, Braunschweig-Lüneburgs und Hessen-Kassels auf die Beschlüsse des Reichstages zu verpflichten. Ende 1641 wurde ein Präliminarfrieden in Hamburg zwischen Ferdinand, Frankreich und Schweden unterzeichnet. Beschlossen wurde die Einberufung eines allgemeinen Friedenskongresses in Osnabrück und Münster.
Seit 1642 gelangen Schweden und Frankreich gleichermaßen Erfolge gegen die Habsburger. Der Misserfolg der Kaiserlichen begann mit kleineren Niederlagen wie der Schlacht bei Kempen am Niederrhein und einem Blitzfeldzug der Schweden nach Schlesien und Mähren, in der diese Glogau und Olmütz erobern konnten. Gelang es anfangs noch halbwegs, die Auswirkungen dieser Niederlagen durch das Entsenden von General Hatzfeldt an den Rhein und dem Heraustreiben und Verfolgen der Schweden aus den Erblanden nach Sachsen einzugrenzen, gipfelte die Negativserie mit dem schwedischen Sieg in der Schlacht bei Breitenfeld 1642 gegen das kaiserliche Hauptheer, der dieses entscheidend schwächte. 1643 besiegte Frankreich die Spanier in der Schlacht bei Rocroi und konnte bald zusätzliche Truppen auf den deutschen Kriegsschauplatz schicken. Eine vorübergehende Entlastung brachten Ende 1643 der überraschend deutliche Sieg einer vereinten Armee unter bayerischer Führung gegen das französisch-weimarische Heer bei Tuttlingen sowie der Abzug der Schweden, um im Torstenssonkrieg Dänemark anzugreifen. Die kaiserlichen und bayerischen Gegenoffensiven an Rhein und Elbe im nächsten Jahr scheiterten aber an unzureichenden Ressourcen. Den Bayern unter Franz von Mercy gelang zwar die Rückeroberung des wichtigen Freiburgs in Vorderösterreich in der Schlacht bei Freiburg, die Franzosen eroberten im Gegenzug aber das linke Rheinufer südlich von Koblenz und den Brückenkopf Philippsburg nach kurzer Belagerung. Der kaiserliche Feldzug zur Unterstützung Dänemarks endete Ende 1644 in einem Desaster, als das Heer unter Gallas zum Rückzug gezwungen und anschließend eingeschlossen und vom Nachschub abgeschnitten wurde. Ohne größere Kämpfe zerfiel das Heer und Gallas konnte in mehreren Ausbrüchen nur wenige tausend Mann auf den Weg zurück in die Erblande bringen, die damit endgültig einem schwedischen Angriff offenstanden.

#### Friedensverhandlungen und Niederlagen

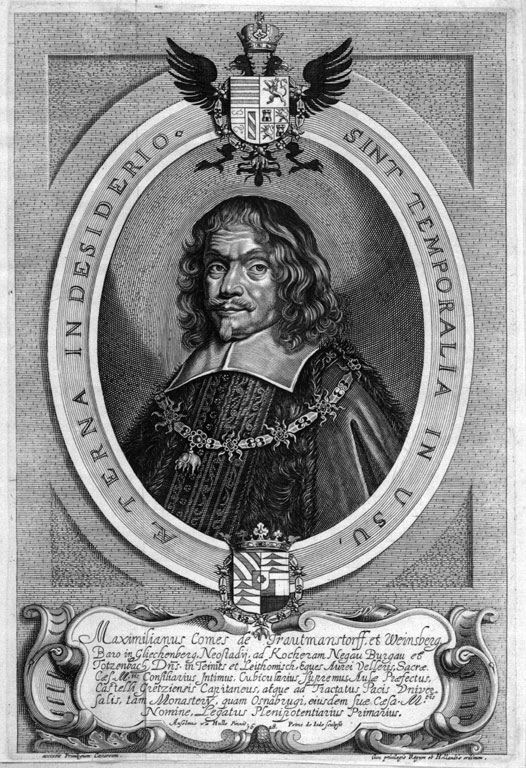
Maximilian von und zu Trauttmansdorff war einer der wichtigsten Berater des Kaisers und sein Hauptabgesandter bei den Friedensverhandlungen in Münster und Osnabrück

Ab 1644 wurde in Münster und Osnabrück über einen Friedensschluss verhandelt. Während der Verhandlungen ging der Krieg jedoch weiter. Nach der Auflösung von Gallas’ Heer begab sich der Kaiser persönlich nach Prag, wo aus den Resten des Heeres und den Truppen aus Ungarn eine neue Armee gebildet wurde. Seine Berater um Trauttmansdorff rieten ihm dazu, sie einzusetzen und der bayrische Kurfürst Maximilian drängte auf eine Entscheidungsschlacht gegen die Schweden. Dafür hatte er bayrische Truppen solange als Verstärkung zur Verfügung gestellt, bis sie wieder gegen die Franzosen gebraucht wurden. Unter diesen Umständen befahl der Kaiser seinem neuen Oberbefehlshaber Hatzfeldt gegen dessen Einwände eine Schlacht, die am 6. März 1645 bei Jankau eindeutig verloren ging.
Der schwedische Oberbefehlshaber Torstensson zog bis vor Wien, wohin Ferdinand selbst geflüchtet war. Um die Moral in der Stadt zu heben, zog der Kaiser mit dem Bild der Jungfrau Maria in einer großen Prozession um die Stadt. Erst als die Schweden am gegenüberliegenden Donauufer standen, verließ Ferdinand die Stadt. Erzherzog Leopold Wilhelm gelang es die Gegner zu vertreiben. Zum Dank für die Errettung Wiens wurde eine Mariensäule am Platz Am Hof errichtet, die unter Leopold I. nach Wernstein am Inn verbracht wurde. Ferdinand gelang es durch Zugeständnisse an Fürst Georg I. Rákóczi von Siebenbürgen, einen Verbündeten Frankreichs und Schwedens, einen gleichzeitigen Angriff von Norden und Osten auf Wien zu verhindern. Im Linzer Frieden vom 16. Dezember 1645 musste der Kaiser dazu den Ungarn die Mitwirkungsrechte der Stände und die Religionsfreiheit für die Protestanten zusichern. Gegenreformation und absolutistische Herrschaft konnten daher in Ungarn zukünftig nicht durchgesetzt werden.
Spätestens nach der Niederlage bei Jankau wurde offensichtlich, dass der Kaiser die Schweden militärisch nicht besiegen konnte, und dass statt der Etablierung einer habsburgischen Universalmonarchie im Reich nur noch die Behauptung der Erblande und die dortige Durchsetzung einer einheitlichen Konfession das Ziel sein konnte. Dafür war die nachlassende Kraft der spanischen Bündnispartner ein Hauptgrund. Wegen innenpolitischer Schwierigkeiten wurde die finanzielle und militärische spanische Unterstützung für Ferdinand ab 1645 ganz eingestellt. Ohne ausreichende Geldmittel konnten die kaiserlichen Truppen kaum offensiv agieren, was die Position Ferdinands bei Verhandlungen schwächte. Der Kaiser reagierte auf die veränderte Situation mit neuen Anweisungen für Trauttmansdorff, der als Chefunterhändler nach Westfalen abreiste. Diese Anweisungen wurden strikt geheim gehalten und erst 1962 veröffentlicht. Darin gab Ferdinand zahlreiche frühere Positionen auf und war zu größeren Konzessionen bereit, als sie schließlich nötig waren.
Außerdem gab er im August 1645 schließlich dem Druck Frankreichs und Schwedens nach und ließ alle Reichsstände zum Kongress zu. Damit wurde implizit anerkannt, dass allen Reichsständen das ius belli ac pacis zukam. Neben dem Frieden zwischen den beteiligten Parteien wurde auch die innere Verfassung des Reiches neu geregelt. Der Kaiserhof erhielt wöchentlich Berichte über die Verhandlungen. Auch wenn die Berichte von Beamten und dem geheimen Rat aufbereitet worden waren, war die Zeit der Verhandlungen auch für den Kaiser außerordentlich arbeitsreich. Trotz aller Berater hatte er schließlich zu entscheiden. Ferdinand zeigt sich in den Akten als ein Monarch mit Sachverstand, Verantwortungsgefühl und der Bereitschaft auch schwere Entscheidungen zu treffen.

#### Ergebnisse des Krieges
Die ausländischen Mächte setzten eine finanzielle und territoriale Entschädigung für ihr Eingreifen auf Seiten der protestantischen Reichsstände durch. Schweden erhielt neben einer Ablösungssumme für die Auflösung seines Heeres Vorpommern sowie die Stifte Bremen, Verden und die Stadt Wismar als Reichslehen verliehen. Frankreich wurden die drei lothringischen Hochstifte Metz, und Toul und Verdun (Trois-Évêchés) endgültig abgetreten, die de facto seit 1552 französisch waren. Außerdem erhielt es den Sundgau, das elsässische Territorium der Habsburger, das zuvor von der Tiroler Seitenlinie der Habsburger beherrscht wurde, sowie die Oberherrschaft über die Landgrafschaften Unter- und Oberelsass. Da Ferdinand auf keinen Fall den französischen König zu einem Reichsfürst mit Stimmrecht auf dem Reichstag machen wollte, wurden diese Gebiete aus dem Reichsverband entlassen. Frankreich erlangte damit die Herrschaft über den größten Teil des Elsass ohne Bistum und Stadt Straßburg, musste aber die unterhalb der Landesherrschaft liegenden bisherigen Rechte der Städte und Lehensinhaber anerkennen. Auch Breisach und Philippsburg behielt Frankreich als Brückenköpfe rechts des Rheines, forderte aber kein Geld für die Ablösung seiner Truppen, die weiter gegen Spanien kämpfen würden, sondern zahlte dem Tiroler Landesfürst Ferdinand Karl eine große Entschädigung, die teilweise mit dessen Schulden verrechnet wurde. Die Schweiz und die Niederlande wurden faktisch als unabhängig vom Reich anerkannt. Daneben gab es weitere Besitzverschiebungen in anderen Teilen des Reiches. Bayern behielt die zu Beginn des Krieges gewonnene pfälzische Kurwürde und die Oberpfalz, die Kurpfalz wurde durch die Rückgabe der rechts- und linksrheinischen Rheinpfalz teilweise restituiert und eine weitere, achte Kurwürde für sie geschaffen. Religionspolitisch wurde das Jahr 1624 als Normaljahr festgelegt. Ausnahmen waren die nun bayerische Oberpfalz und die österreichischen Erblande. Die Durchsetzung der Gegenreformation in den Kernländern Ferdinands wurde damit sanktioniert. Lediglich in einigen Teilen Schlesiens wurden den Protestanten bestimmte Zugeständnisse gemacht. Die Institutionen des Reiches sollten von nun ab paritätisch mit Katholiken und Protestanten besetzt werden. Die Reichsstände konnten erhebliche Rechte durchsetzen. Darunter war auch das Recht Bündnisse mit auswärtigen Mächten abzuschließen, auch wenn diese nicht gegen Kaiser und Reich gerichtet sein durften. Die großen Territorien profitierten am meisten von den Bestimmungen. Endgültig gescheitert war damit der Versuch Ferdinands III. auch im Reich nach Art des Absolutismus zu regieren. Aber das Reich und der Kaiser blieben durchaus von Bedeutung. In tagespolitischer Hinsicht besonders schwer fiel dem Kaiser der Verzicht der Unterstützung der spanischen Habsburger im Krieg gegen Frankreich. Es gelang dem Kaiser und seinen Verhandlungsführern aber, zu verhindern, dass einige besonders schwierige Verfassungsfragen an den nächsten regulären Reichstag verwiesen wurden. Auch wurden die kaiserlichen Rechte zwar faktisch, aber nicht ausdrücklich eingeschränkt.
Der Kaiser sah in dem Friedensschluss keine katastrophale Niederlage, vielmehr konnte auch Dank des Verhandlungsgeschicks von Trauttmansdorffs das Schlimmste verhindert werden. Zu dieser recht positiven Einschätzung trug auch bei, dass die Folgen für die österreichischen Erblande vergleichsweise günstig ausfielen. So wurde an den Enteignungen in Böhmen und der verneuerten Landesordnung nicht gerüttelt. Für das während des Krieges zeitweise an Bayern verpfändete Oberösterreich wurde dem Kaiser die ausstehende Pfandsumme erlassen.
„Die verfassungsmäßige Stellung des Kaisers im Reich nach dem Westfälischen Frieden ließ trotz aller Einbußen die Möglichkeit einer aktiven kaiserlichen Reichspolitik im Zusammenwirken mit einem Teil der Stände bestehen, und in der Habsburgermonarchie blieben die Voraussetzungen für die Entwicklung eines einheitlichen absolutistischen Gesamtstaates erhalten. Insofern kann man – trotz des Verfehlens so mancher ursprünglichen Verhandlungsziele – von einem Erfolg der kaiserlichen Politik bei den Westfälischen Friedensverhandlungen sprechen.“

#### Nach dem Krieg

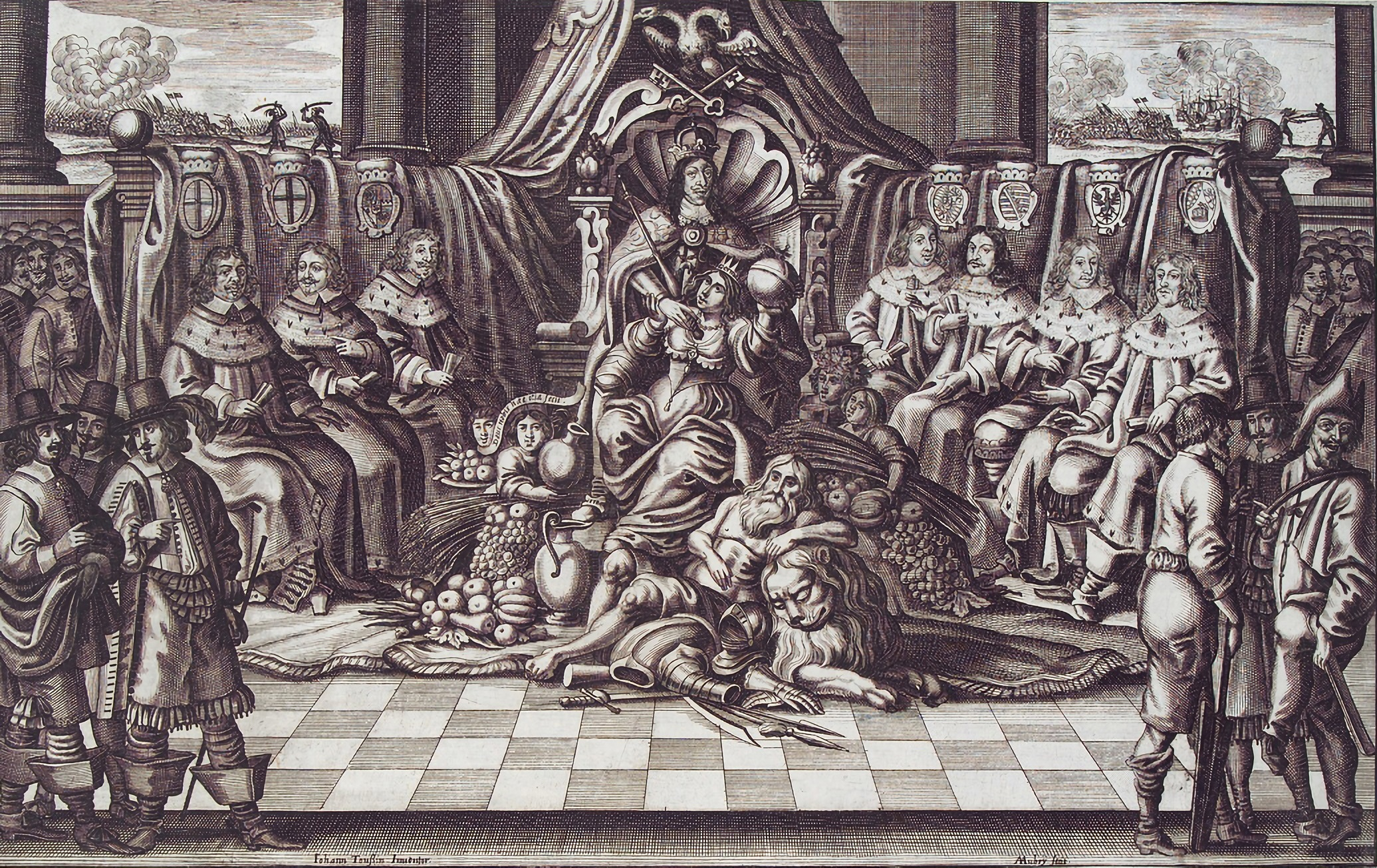
Kaiser und Reich in einer Darstellung aus dem 17. Jahrhundert. Im Zentrum ist Kaiser Ferdinand III. als Haubt des Reiches im Kreise der Kurfürsten abgebildet. (Kupferstich von Abraham Aubry, Nürnberg 1663/64)

Auf dem Nürnberger Exekutionstag von 1649/1650 wurde der endgültige Abzug der fremden Truppen und die politische Regelung des Verhältnisses mit Schweden und Frankreich geklärt. Zeitweise drohten sogar die Kämpfe wieder auszubrechen.
Nach dem Tod seiner zweiten Frau Erzherzogin Maria Leopoldine, mit der er nur wenige Monate verheiratet war, heiratete Ferdinand 1651 Eleonora Magdalena Gonzaga von Mantua-Nevers. Sie war fromm und stiftete unter anderem das Ursulinenkloster in Wien und den Sternkreuzorden für adelige Damen. Zudem war sie sehr gebildet und kunstinteressiert. Sie komponierte und dichtete und stand zusammen mit Ferdinand im Mittelpunkt der italienischen Akademie.
Die Macht Ferdinands als Landesherr der österreichischen Erblande sowie als König in Ungarn und Böhmen war deutlich größer als die Macht seiner Vorgänger vor 1618. Seine Macht als Fürst war gestärkt, der Einfluss der Landstände massiv abgebaut worden. Während seiner Regierungszeit erfolgten allerdings kaum weitreichende innere Reformen in den Erblanden, sondern hauptsächlich diskrete personalpolitische Entscheidungen für die Zukunft. Außerdem ging die Reform der Kirche im Sinn der Gegenreformation weiter. Es gelang Ferdinand auch, aus den Resten des kaiserlichen Heeres ein neues stehendes Heer aufzubauen, das schon unter Leopold I. seine Schlagkraft zeigen konnte. Des Weiteren wurden unter Ferdinand III. die Fortifikationsanlagen der Festung Wien massiv ausgebaut. Dafür investierte der Kaiser insgesamt die stattliche Summe von über 80.000 fl.
Trotz eines erheblichen Autoritätsverlustes im Reich blieb Ferdinand reichspolitisch aktiv und konnte die kaiserliche Position schnell wieder festigen. Bereits im Westfälischen Frieden war der mit dem Reichskammergericht konkurrierende Reichshofrat anerkannt worden. Ferdinand gab dem Reichshofrat eine neue Ordnung, die bis 1806 in Geltung blieb und ein bis zum Ende des Reiches gut funktionierendes Obergericht zur Folge hatte. Für Ende 1652 berief er einen Reichstag nach Regensburg ein, der bis 1654 tagte. Dieser Reichstag war die letzte Versammlung alten Stils, ehe nach 1663 der Immerwährende Reichstag zu einem dauerhaften Kongress von Gesandten wurde. Beim Reichstag 1652 blieb Ferdinand bis zum Ende anwesend, wenngleich die meisten Reichsstände nur Gesandte geschickt hatten. Seine Räte waren der Meinung, dass bei den zu erwartenden kontroversen Meinungen nur der Kaiser selbst genug Autorität hätte, um Ergebnisse zu erzielen. Der Reichstag beschloss, dass der reichsrechtliche Inhalt der Friedensverträge von Münster und Osnabrück zu einem Bestandteil der Reichsverfassung werden sollte. Weiterhin versuchte Ferdinand die Schaffung eines schlagfähigen Reichsheeres durchzusetzen, jedoch scheiterte dieser Versuch. Immerhin gelang es, eine Reform des Reichskammergerichts durchzusetzen und einige der für die Macht des Kaisers potentiell besonders gefährliche Verfassungsfragen vertagen zu lassen.
Geschlossen wurde auch ein Bündnis mit Polen, das gegen Schweden gerichtet war. Dadurch kam es zur Unterstützung Polens durch das Reich im Zweiten Nordischen Krieg.
Die Beschlüsse des Reichstages wurden im sogenannten jüngsten Reichsabschied niedergelegt.
Für die wieder gewonnene Stärke des Kaisers spricht auch, dass es ihm gelang, einigen von seinem Vater in den Fürstenstand erhobenen Adeligen Sitz und Stimme im Reichstag zu verschaffen und auf dem  Reichstag in Regensburg 1653 die Wahl seines Sohnes Ferdinand IV. zum Römischen König zu erreichen, der jedoch bereits 1654 verstarb. Der jüngere Sohn Leopold war aufgrund seiner Minderjährigkeit noch nicht als Nachfolger wählbar, was oppositionellen Reichsständen die Gelegenheit gab, Mehrheiten für einen anderen Kandidaten zu sammeln. Der Kaiser verzögerte deshalb die Eröffnung des nach dem Regensburger Reichstag anstehenden Deputationstages bis zum September 1655 und bremste im nächsten Jahr wiederum dessen Abschluss, um bis zu einem neuen Königswahltag Zeit zu gewinnen. In der Zwischenzeit wurde die Nachfolge in den Erblanden geregelt, wo die Krönung Leopolds zum König von Ungarn und Böhmen gelang.

### Förderer von Kunst und Kultur
Ferdinand war ein Förderer der Künste und Wissenschaften, sehr musikalisch und selbst Komponist. Er war der erste der Habsburger Herrscher, von dem eigene Stücke überliefert sind. Von seinen Tonsätzen ließ Wolfgang Ebner eine Arie mit 36 Variationen in Prag 1648 drucken; einen vierstimmigen Gesang mit beziffertem Bass, Melothesia Caesarea, gab der Jesuit und Universalgelehrte Athanasius Kircher im ersten Teil seiner Musurgie heraus, und einen einfachen vierstimmigen Chorgesang über den Psalm Miserere findet man im 28. Jahrgang der Leipziger Allgemeinen musikalischen Zeitung (1826). Auch schuf er eine Vertonung der im 17. Jahrhundert überaus populären Lauretanischen Litanei. Ein Athanasius Kircher gewidmetes „Drama musicum“ wurde 1649 am Hof aufgeführt. Diese Nachahmung einer italienischen Oper war eines der ersten Beispiele im deutschsprachigen Raum. Insgesamt hinterließ er zahlreiche und abwechslungsreiche geistliche und weltliche Musikstücke. Der Kaiser hat außerdem zahlreiche Gedichte in italienischer Sprache verfasst. Sie wurden von den Zeitgenossen wegen ihrer graziösen, lebhaften und leicht singbaren Art geschätzt. Gefördert wurden seine Bemühungen von Giuseppe Valentini und von seiner dritten Frau Eleonore Gonzaga. Interesse hatte Ferdinand auch an Naturwissenschaften. So ließ er sich 1654 während des Reichstages in Regensburg von dem Physiker Otto von Guericke dessen Experiment mit den Magdeburger Halbkugeln vorführen.

### Tod und Grabstätte

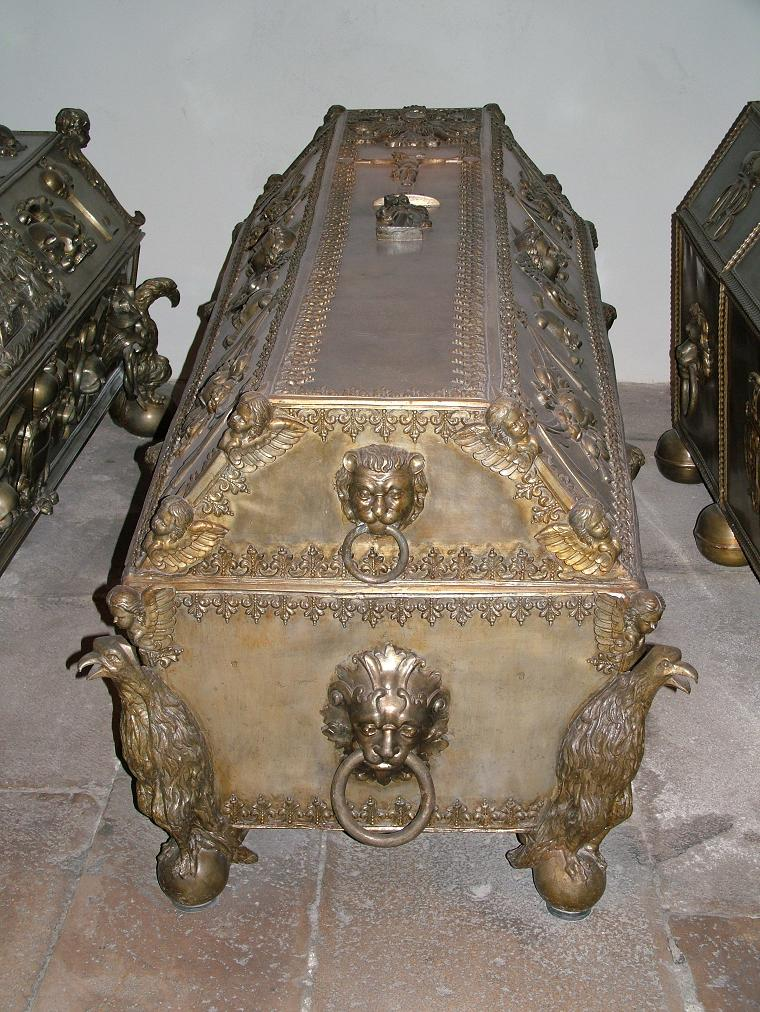
Der Sarkophag Kaiser Ferdinands III. in der Wiener Kapuzinergruft

Seit 1650 litt Ferdinand zunehmend an heftigen Gichtanfällen. Er starb, möglicherweise an einem Gallenleiden, am 2. April 1657 und wurde in der Wiener Kapuzinergruft beigesetzt. Seine Eingeweide wurden getrennt bestattet und befinden sich in der Herzogsgruft.

## Titel
Der vollständige Titel Ferdinands III. lautete:
Wir Ferdinand der Dritte von Gottes Gnaden erwählter Römischer Kayser, zu allen Zeiten Mehrer des Reichs, in Germanien, zu Hungarn, Böheim, Dalmatien, Croatien, und Sclavonien, etc. König, Ertzhertzog zu Oesterreich, Hertzog zu Burgund, zu Brabandt, zu Steyer, zu Kärndten, zu Kräyn, zu Lützenburg, zu Württemberg, Ober- und Nieder-Schlesien, Fürst zu Schwaben, Marggraff des H. Römischen Reichs, zu Burgau, zu Mähren, Ober- und Nieder-Laußnitz, Gefürsteter Graf zu Habspurg, zu Tyrol, zu Pfierd, zu Kyburg und zu Görtz, etc. Landgraff im Elsaß, Herr auf der Windischen Marck, zu Portenau, und zu Salins, etc.
Sein Wahlspruch lautete: Pietate et iustitia – „Mit Frömmigkeit und Gerechtigkeit“.

## Nachkommen
In erster Ehe heiratete Ferdinand 1631 in Wien Maria Anna von Spanien (1606–1646), Tochter des Königs Philipp III. von Spanien und Margarete Erzherzogin von Österreich. Sie hatten folgende Kinder:
- Ferdinand IV. Franz (1633–1654), römisch-deutscher König, König von Böhmen und Ungarn
- Maria Anna ⚭ 1649 Philipp IV. (1605–1665), König von Spanien
- Philipp August (1637–1639)
- Maximilian Thomas (1638–1639)
- Leopold I. Ignatius Joseph Balthasar Felician (1640–1705), Kaiser des Heiligen Römischen Reiches

1. ⚭ 1666 Margarita Theresa von Spanien (1651–1673)
2. ⚭ 1673 Claudia Felizitas von Österreich-Tirol (1653–1676)
3. ⚭ 1676 Eleonore Magdalene von der Pfalz (1655–1720)

- Maria (*/† 1646)

In zweiter Ehe heiratete Ferdinand 1648 in Linz Maria Leopoldine von Österreich-Tirol (1632–1649). Mit dieser hatte er einen Sohn:
- Karl Joseph (1649–1664), Hochmeister des Deutschen Ordens und Bischof von Olmütz, Passau und Breslau

In dritter Ehe heiratete Ferdinand 1651 in Wien Eleonora Magdalena Gonzaga von Mantua-Nevers (1630–1686). Mit dieser hatte er vier Kinder:
- Therese Maria Josepha (1652–1653)
- Eleonore Maria Josepha (1653–1697)

1. ⚭ 1670 Michael I. Wiśniowiecki (1640–1673), König von Polen
2. ⚭ 1678 Karl V. (1643–1690), Herzog von Lothringen

- Maria Anna Josepha (1654–1689) ⚭ 1678 Johann Wilhelm (1658–1716), Kurfürst von der Pfalz, Herzog von Pfalz-Neuburg
- Ferdinand Joseph Alois (1657–1658)

## Vorfahren
|  |                                        |  |  |  |  |  |  |  |  |  |  |  |  |
|  | Ferdinand I. (HRR) (1503–1564)         |  |  |  |  |  |  |  |  |  |  |  |  |
|  |                                        |  |  |  |  |  |  |  |  |  |  |  |  |
|  |                                        |  |  |  |  |  |  |  |  |  |  |  |  |
|  | Karl II. (Innerösterreich) (1540–1590) |  |  |  |  |  |  |  |  |  |  |  |  |
|  |                                        |  |  |  |  |  |  |  |  |  |  |  |  |
|  |                                        |  |  |  |  |  |  |  |  |  |  |  |  |
|  | Anna von Böhmen und Ungarn (1503–1547) |  |  |  |  |  |  |  |  |  |  |  |  |
|  |                                        |  |  |  |  |  |  |  |  |  |  |  |  |
|  |                                        |  |  |  |  |  |  |  |  |  |  |  |  |
|  | Ferdinand II. (HRR) (1578–1637)        |  |  |  |  |  |  |  |  |  |  |  |  |
|  |                                        |  |  |  |  |  |  |  |  |  |  |  |  |
|  |                                        |  |  |  |  |  |  |  |  |  |  |  |  |
|  | Albrecht V. (Bayern) (1528–1579)       |  |  |  |  |  |  |  |  |  |  |  |  |
|  |                                        |  |  |  |  |  |  |  |  |  |  |  |  |
|  |                                        |  |  |  |  |  |  |  |  |  |  |  |  |
|  | Maria Anna von Bayern (1551–1608)      |  |  |  |  |  |  |  |  |  |  |  |  |
|  |                                        |  |  |  |  |  |  |  |  |  |  |  |  |
|  |                                        |  |  |  |  |  |  |  |  |  |  |  |  |
|  | Anna von Österreich (1528–1590)        |  |  |  |  |  |  |  |  |  |  |  |  |
|  |                                        |  |  |  |  |  |  |  |  |  |  |  |  |
|  |                                        |  |  |  |  |  |  |  |  |  |  |  |  |
|  | Ferdinand III. (HRR)                   |  |  |  |  |  |  |  |  |  |  |  |  |
|  |                                        |  |  |  |  |  |  |  |  |  |  |  |  |
|  |                                        |  |  |  |  |  |  |  |  |  |  |  |  |
|  | Albrecht V. (Bayern) (1528–1579)       |  |  |  |  |  |  |  |  |  |  |  |  |
|  |                                        |  |  |  |  |  |  |  |  |  |  |  |  |
|  |                                        |  |  |  |  |  |  |  |  |  |  |  |  |
|  | Wilhelm V. (Bayern) (1548–1626)        |  |  |  |  |  |  |  |  |  |  |  |  |
|  |                                        |  |  |  |  |  |  |  |  |  |  |  |  |
|  |                                        |  |  |  |  |  |  |  |  |  |  |  |  |
|  | Anna von Österreich (1528–1590)        |  |  |  |  |  |  |  |  |  |  |  |  |
|  |                                        |  |  |  |  |  |  |  |  |  |  |  |  |
|  |                                        |  |  |  |  |  |  |  |  |  |  |  |  |
|  | Maria Anna von Bayern (1574–1616)      |  |  |  |  |  |  |  |  |  |  |  |  |
|  |                                        |  |  |  |  |  |  |  |  |  |  |  |  |
|  |                                        |  |  |  |  |  |  |  |  |  |  |  |  |
|  | Franz I. (Lothringen) (1517–1545)      |  |  |  |  |  |  |  |  |  |  |  |  |
|  |                                        |  |  |  |  |  |  |  |  |  |  |  |  |
|  |                                        |  |  |  |  |  |  |  |  |  |  |  |  |
|  | Renata von Lothringen (1544–1602)      |  |  |  |  |  |  |  |  |  |  |  |  |
|  |                                        |  |  |  |  |  |  |  |  |  |  |  |  |
|  |                                        |  |  |  |  |  |  |  |  |  |  |  |  |
|  | Christina von Dänemark (1521–1590)     |  |  |  |  |  |  |  |  |  |  |  |  |
|  |                                        |  |  |  |  |  |  |  |  |  |  |  |  |
|  |                                        |  |  |  |  |  |  |  |  |  |  |  |  |

## Rezeption
Durch die kaiserliche Entschließung von Franz Joseph I. vom 28. Februar 1863 wurde Ferdinand III. in die Liste der berühmtesten, zur immerwährenden Nacheiferung würdiger Kriegsfürsten und Feldherren Österreichs aufgenommen, zu deren Ehren und Andenken auch eine lebensgroße Statue in der Feldherrenhalle des damals neu errichteten k.k. Hofwaffenmuseums (heute: Heeresgeschichtliches Museum Wien) errichtet wurde. Die Statue wurde 1867 vom böhmischen Bildhauer Emanuel Max Ritter von Wachstein (1810–1901) aus Carrara-Marmor geschaffen, gewidmet wurde sie von Kaiser Ferdinand I.